# Avogadro (cràter)
Avogadro és un antic cràter lunar d'impacte que està situat en l'hemisferi nord de la cara oculta de la Lluna. Aquest accident geogràfic es troba summament erosionat per l'acció d'impactes posteriors, de tal manera que la seva vora amb prou feines és un contorn arrodonit emmarcant la depressió del cràter. El fons del cràter també es troba molt danyat, estant cobert de multitud de cràters més petits de diverses grandàries. Molts d'aquests cràters més petits també s'han erosionat, observant-se febles traces de la seva existència sobre la superfície lunar.
Entre els cràters veïns destaquen el cràter Tikhov, que es troba gairebé adossat al lateral sud-est, Oberth en l'oest, i Schjellerup sobre la vora nord-nord-oest. Al sud-sud-oest es troba el cràter Yamamoto, i més lluny cap al sud se situa la gran planícia emmurallada del cràter D'Alembert.

## Cràters satèl·lit

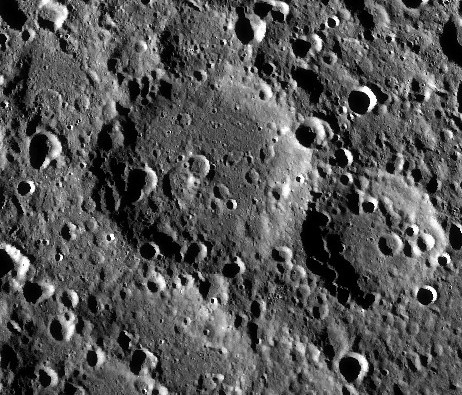
Imatge LRO

Per convenció aquests elements s'identifiquen en els mapes lunars col·locant una lletra en el costat del punt central del cràter que es troba més proper a Avogadro.
|          | \| Avogadro \| Coordenades \| Diàmetre \| \| -------- \| ---------------------------------------- \| -------- \| \| D \| 63° 50′ N, 170° 13′ E / 63.84°N,170.22°E \| 19.47 km \| |          |
| Avogadro | Coordenades | Diàmetre |
| D        | 63° 50′ N, 170° 13′ E / 63.84°N,170.22°E | 19.47 km |